# The Chase!
The Chase! è un album di Gene Ammons e Dexter Gordon, pubblicato dalla Prestige Records nel 1971. I brani furono registrati dal vivo il 26 luglio 1970 al North Park Hotel di Chicago, Illinois (Stati Uniti).

## Tracce
Lato A
1. The Chase – 10:29 (Dexter Gordon, Wardell Gray)
2. Polka Dots & Moonbeams – 10:07 (Johnny Burke, James Van Heusen)

Lato B
1. Lonesome Lover Blues – 13:25 (Billy Eckstine, Gerald Valentine)
2. The Happy Blues – 5:26 (Art Farmer)

Edizione CD del 1996, pubblicato dalla Prestige Records
1. Wee Dot – 17:17 (J.J. Johnson)
2. Polka Dots and Moonbeams – 10:07 (Johnny Burke, James Van Heusen)
3. The Chase – 10:29 (Dexter Gordon, Wardell Gray)
4. Medley – 14:03
5. Lonsome Lover Blues – 13:25 (Billy Eckstine, Gerald Valentine)
6. The Happy Blues[1] – 5:26 (Art Farmer)

## Musicisti
Brani A1 e B2 / CD - brani numero 3 e numero 5
- Gene Ammons - sassofono tenore
- Dexter Gordon - sassofono tenore
- Jodie Christian - pianoforte
- Rufus Reid - contrabbasso
- Wilbur Campbell - batteria
- Vi Redd - voce (solo nel brano: Lonesome Lover Blues)

Brani A2 e B2 / CD - brani numero 2 e numero 6
- Gene Ammons - sassofono tenore (solo nel brano: The Happy Blues)
- Dexter Gordon - sassofono tenore (solo nel brano: Polka Dots and Moonbeams)
- John Young - pianoforte
- Cleveland Eaton - contrabbasso
- Steve McCall - batteria

Brano CD - numero 1
- Dexter Gordon - sassofono tenore
- Jodie Christian - pianoforte
- Rufus Reid - contrabbasso
- Wilbur Campbell - batteria

Brano CD - numero 4
- Gene Ammons - sassofono tenore
- Dexter Gordon - sassofono tenore
- Jodie Christian - pianoforte
- Rufus Reid - contrabbasso
- Wilbur Campbell - batteria